# Ryan Williams
Richard Ryan Williams (mais conhecido como Ryan Williams; 1979) é um cientista da computação estadunidense, que trabalha com teoria da complexidade computacional.

## Formação e carreira
Williams obteve o bacharelado em matemática e ciência da computação na Universidade Cornell em 2001 e um  Ph.D em ciência da computação em 2007 na Universidade Carnegie Mellon, orientado por Manuel Blum. De 2010 a 2012 foi membro do Theory Group do IBM Research – Almaden. Do outono de 2011 ao outono de 2016 foi professor da Universidade Stanford. Em janeiro de 2017 passou a ser professor associado do Instituto de Tecnologia de Massachusetts (MIT).
Foi palestrante convidado do Congresso Internacional de Matemáticos em Seul (2014: Algorithms for circuits and circuits for algorithms: connecting the tractable and intractable).
Ryan é casado com Virginia Vassilevska Williams, também uma cientista da computação.

## Publicações selecionadas
- Meyerson, Adam; Williams, Ryan (2004), «On the complexity of optimal k-anonymity», Proceedings of the Twenty-third ACM SIGMOD-SIGACT-SIGART Symposium on Principles of Database Systems (PODS '04), ISBN 978-1581138580, New York, NY, USA: ACM, pp. 223–228, doi:10.1145/1055558.1055591
- Williams, R. (2005), «Better Time-Space Lower Bounds for SAT and Related Problems», IEEE Conference on Computational Complexity (CCC), pp. 40–49
- Williams, R. (2005), «A New Algorithm for Optimal 2-Constraint Satisfaction and Its Implications», Theoretical Computer Science, 348 (2–3): 357–365, doi:10.1016/j.tcs.2005.09.023
- Williams, R. (2008), «Time-Space Lower Bounds for Counting NP Solutions Modulo Integers», Computational Complexity, 17 (2): 179–219, doi:10.1007/s00037-008-0248-y
- Williams, R. (2011), «Non-Uniform ACC Circuit Lower Bounds», IEEE Conference on Computational Complexity (CCC) (PDF), ISBN 978-1-4577-0179-5, pp. 115–125, doi:10.1109/CCC.2011.36